# Copa Panamericana de Voleibol Femenino Sub-20 de 2019
La Copa Panamericana de Voleibol Femenino Sub-20 de 2019 fue la V edición del torneo de selecciones femeninas de voleibol categoría sub-20 pertenecientes a la NORCECA y a la Confederación Sudamericana de Voleibol (CSV). Se llevó a cabo del 13 al 18 de mayo de 2019 en la ciudad de Lima, Perú.
El certamen fue organizado por la Federación Peruana de Voleibol (FPV) bajo la supervisión de la Unión Panamericana de Voleibol (UPV) y otorgó un cupo para el Campeonato Mundial de Voleibol Femenino Sub-20 de 2019 al equipo mejor posicionado al culminar la competencia (exceptuando al anfitrión Perú y República Dominicana, que previamente ya habían obtenido su clasificación mediante el Ranking FIVB Sub-20) sin importar la confederación a la que pertenezca (NORCECA o CSV).

## Organización

### País anfitrión y ciudad sede
| LimaLima, sede de la Copa Panamericana de Voleibol Femenino Sub-20 de 2019. | Lima                              |
| --------------------------------------------------------------------------- | --------------------------------- |
| LimaLima, sede de la Copa Panamericana de Voleibol Femenino Sub-20 de 2019. | Coliseo Niño Héroe Manuel Bonilla |
| LimaLima, sede de la Copa Panamericana de Voleibol Femenino Sub-20 de 2019. | Capacidad: 6000                   |
| LimaLima, sede de la Copa Panamericana de Voleibol Femenino Sub-20 de 2019. |                                   |

#### Recinto
Todos los partidos se llevaron a cabo en el coliseo cubierto del Complejo Deportivo Niño Héroe Manuel Bonilla ubicado en el Distrito de Miraflores.

### Formato de competición
El torneo se desarrolla dividido en dos etapas: fase preliminar y fase final.
En la fase preliminar las siete selecciones participantes son reunidas en dos grupos. Cada equipo se enfrenta una vez contra los otros bajo el sistema de todos contra todos y son clasificados de acuerdo a los siguientes criterios, en orden de aparición:
- Número de partidos ganados y perdidos.
- Puntos obtenidos, los cuales son otorgados de la siguiente manera:
  - Partido con resultado final 3-0: 5 puntos al ganador y 0 puntos al perdedor.
  - Partido con resultado final 3-1: 4 puntos al ganador y 1 punto al perdedor.
  - Partido con resultado final 3-2: 3 puntos al ganador y 2 puntos al perdedor.
- Proporción entre los puntos ganados y los puntos perdidos (Puntos ratio).
- Proporción entre los sets ganados y los sets perdidos (Sets ratio).
- Si el empate persiste entre dos equipos, tendrá prioridad el ganador del partido entre los equipos implicados.
- Si el empate persiste entre tres o más equipos se elabora una nueva clasificación tomando en cuenta solo los resultados entre los equipos involucrados.

La fase final consiste en los cuartos de final, las semifinales, los partidos de clasificación del 7.° al 3.er puesto y la final. Los ganadores de cada grupo avanzan a semifinales. Los equipos ubicados en el segundo y tercer puesto en la fase preliminar disputan los cuartos de final. Los partidos de los cuartos de final fueron establecidos de la siguiente manera:
- Cuartos de final 1: 2.°A v 3.°B
- Cuartos de final 2: 2.°B v 3.°A

Los ganadores de cuartos de final avanzan a semifinales. Los equipos perdedores de las semifinales disputan la medalla de bronce, mientras que los equipos vencedores disputan la medalla de oro.

## Equipos participantes
Hasta un máximo de 8 equipos podían participar en el torneo mediante invitación, estos debían ser: el anfitrión Perú, los tres primeros equipos que confirmen su participación y que previamente se hayan clasificado al campeonato mundial de la categoría de 2019 y los cuatro primeros equipos que confirmen su participación y que aún no hayan clasificado al campeonato mundial mencionado.
De los equipos clasificados al campeonato mundial sub-20 que recibieron invitación solo República Dominicana confirmó su participación mientras que Estados Unidos, Brasil, Argentina y México  decidieron no participar. De esta manera fueron 5 los equipos no clasificados al mundial los que confirmaron su participación y junto a Perú y República Dominicana sumaron 7 el número de equipos participantes.
NORCECA (Confederación del Norte, Centroamérica y del Caribe)
- Cuba
- Guatemala
- Honduras
- Puerto Rico
- República Dominicana

CSV (Confederación Sudamericana de Voleibol)
- Chile
- Perú

### Conformación de los grupos
Los 7 equipos participantes fueron distribuidos en 2 grupos de 3 y 4 equipos cada uno. En su calidad de anfitrión, Perú tuvo la posibilidad de elegir el grupo al cual pertenecer como cabeza de serie, las demás selecciones fueron distribuidas haciendo uso del sistema serpentín y acuerdo a su posición en el ranking mundial femenino FIVB sub-20.
| Grupo A                                | Grupo B                      |
| -------------------------------------- | ---------------------------- |
| Chile República Dominicana Puerto Rico | Perú Guatemala Honduras Cuba |

## Calendario
| Fase            | Jornada   | Fecha              |
| --------------- | --------- | ------------------ |
| Fase preliminar | Jornada 1 | 13 de mayo de 2019 |
| Fase preliminar | Jornada 2 | 14 de mayo de 2019 |
| Fase preliminar | Jornada 3 | 15 de mayo de 2019 |
| Fase final      | Jornada 4 | 16 de mayo de 2019 |
| Fase final      | Jornada 5 | 17 de mayo de 2019 |
| Fase final      | Jornada 6 | 18 de mayo de 2019 |

## Resultados
- Las horas indicadas corresponden al huso horario local del Perú: UTC-5.

### Fase preliminar
– Clasificados a las semifinales. 
     – Clasificados a los cuartos de final.
     – Pasa a disputar el partido por el 6.º y 7.º puesto.

#### Grupo A
| Pos. | Equipo               | Partidos | Partidos | Partidos | Pts. | Sets | Sets | Sets  | Puntos | Puntos | Puntos |
| Pos. | Equipo               | PJ       | PG       | PP       | Pts. | SG   | SP   | Ratio | PG     | PP     | Ratio  |
| ---- | -------------------- | -------- | -------- | -------- | ---- | ---- | ---- | ----- | ------ | ------ | ------ |
| 1    | República Dominicana | 2        | 2        | 0        | 10   | 6    | 0    | MAX   | 150    | 95     | 1.578  |
| 2    | Puerto Rico          | 2        | 1        | 1        | 3    | 3    | 5    | 0.600 | 152    | 187    | 0.812  |
| 3    | Chile                | 2        | 0        | 2        | 2    | 2    | 6    | 0.333 | 159    | 179    | 0.888  |

| Fecha      | Hora  | Equipo 1             | Res.  | Equipo 2             | Set 1 | Set 2 | Set 3 | Set 4 | Set 5 | Total     | Reporte |
| ---------- | ----- | -------------------- | ----- | -------------------- | ----- | ----- | ----- | ----- | ----- | --------- | ------- |
| 13 de mayo | 17:00 | Chile                | 0 – 3 | República Dominicana | 14-25 | 16-25 | 17-25 |       |       | 47 – 75   | P2 P3   |
| 14 de mayo | 15:00 | Puerto Rico          | 3 – 2 | Chile                | 26-24 | 19-25 | 27-25 | 17-25 | 15-13 | 104 – 112 | P2 P3   |
| 15 de mayo | 17:00 | República Dominicana | 3 – 0 | Puerto Rico          | 25-15 | 25-11 | 25-22 |       |       | 75 – 48   | P2 P3   |

#### Grupo B
| Pos. | Equipo    | Partidos | Partidos | Partidos | Pts. | Sets | Sets | Sets  | Puntos | Puntos | Puntos |
| Pos. | Equipo    | PJ       | PG       | PP       | Pts. | SG   | SP   | Ratio | PG     | PP     | Ratio  |
| ---- | --------- | -------- | -------- | -------- | ---- | ---- | ---- | ----- | ------ | ------ | ------ |
| 1    | Cuba      | 3        | 3        | 0        | 15   | 9    | 0    | MAX   | 228    | 127    | 1.795  |
| 2    | Perú      | 3        | 2        | 1        | 10   | 6    | 3    | 2.000 | 215    | 138    | 1.557  |
| 3    | Honduras  | 3        | 1        | 2        | 5    | 3    | 6    | 0.500 | 145    | 201    | 0.721  |
| 4    | Guatemala | 3        | 0        | 3        | 0    | 0    | 9    | 0.000 | 103    | 225    | 0.457  |

| Fecha      | Hora  | Equipo 1  | Res.  | Equipo 2  | Set 1 | Set 2 | Set 3 | Set 4 | Set 5 | Total   | Reporte |
| ---------- | ----- | --------- | ----- | --------- | ----- | ----- | ----- | ----- | ----- | ------- | ------- |
| 13 de mayo | 15:00 | Guatemala | 0 – 3 | Cuba      | 4-25  | 11-25 | 10-25 |       |       | 25 – 75 | P2 P3   |
| 13 de mayo | 19:00 | Perú      | 3 – 0 | Honduras  | 25-7  | 25-11 | 25-15 |       |       | 75 – 33 | P2 P3   |
| 14 de mayo | 17:00 | Honduras  | 0 – 3 | Cuba      | 4-25  | 14-25 | 19-25 |       |       | 37 – 75 | P2 P3   |
| 14 de mayo | 19:00 | Perú      | 3 – 0 | Guatemala | 25-13 | 25-5  | 25-9  |       |       | 75 – 27 | P2 P3   |
| 15 de mayo | 15:00 | Guatemala | 0 – 3 | Honduras  | 18-25 | 20-25 | 13-25 |       |       | 51 – 75 | P2 P3   |
| 15 de mayo | 19:00 | Perú      | 0 – 3 | Cuba      | 26-28 | 20-25 | 19-25 |       |       | 65 – 78 | P2 P3   |

### Fase final

#### Clasificación 5.º al 7.º puesto
|  | Partido 5.º puesto | Partido 5.º puesto | Partido 5.º puesto |          |    | Partido 6.º puesto | Partido 6.º puesto | Partido 6.º puesto |  |
|  |                    |                    |                    |          |    |                    |                    |                    |  |
|  |                    |                    |                    |          |    |                    |                    |                    |  |
|  | 3B                 | Honduras           | 1                  |          |    |                    |                    |                    |  |
|  | 3B                 | Honduras           | 1                  |          |    |                    |                    |                    |  |
|  | 3A                 | Chile              | 3                  |          |    |                    |                    |                    |  |
|  | 3A                 | Chile              | 3                  |          | 4B | Guatemala          | 0                  |                    |  |
|  |                    |                    |                    |          | 4B | Guatemala          | 0                  |                    |  |
|  |                    |                    | 3B                 | Honduras | 3  |                    |                    |                    |  |
|  |                    |                    | 3B                 | Honduras | 3  |                    |                    |                    |  |
|  |                    |                    |                    |          |    |                    |                    |                    |  |
|  |                    |                    |                    |          |    |                    |                    |                    |  |
|  |                    |                    |                    |          |    |                    |                    |                    |  |
|  |                    |                    |                    |          |    |                    |                    |                    |  |

##### Partido por el 5.º puesto
| Fecha      | Hora  | Equipo 1 | Res.  | Equipo 2 | Set 1 | Set 2 | Set 3 | Set 4 | Set 5 | Total   | Reporte |
| ---------- | ----- | -------- | ----- | -------- | ----- | ----- | ----- | ----- | ----- | ------- | ------- |
| 17 de mayo | 15:00 | Honduras | 1 – 3 | Chile    | 11-25 | 13-25 | 25-22 | 12-25 |       | 61 – 97 | P2 P3   |

##### Partido por el 6.º y 7.º puesto
| Fecha      | Hora  | Equipo 1  | Res.  | Equipo 2 | Set 1 | Set 2 | Set 3 | Set 4 | Set 5 | Total   | Reporte |
| ---------- | ----- | --------- | ----- | -------- | ----- | ----- | ----- | ----- | ----- | ------- | ------- |
| 18 de mayo | 12:00 | Guatemala | 0 – 3 | Honduras | 9-25  | 11-25 | 9-25  |       |       | 29 – 75 | P2 P3   |

#### Clasificación 1.º al 4.º puesto
|  | Cuartos de final | Cuartos de final | Cuartos de final |             |   | Semifinales | Semifinales               | Semifinales               |                           |      | Final           | Final       | Final |  |
|  |                  |                  |                  |             |   |             |                           |                           |                           |      |                 |             |       |  |
|  |                  |                  |                  |             |   |             |                           |                           |                           |      |                 |             |       |  |
|  |                  |                  |                  |             |   |             |                           |                           |                           |      |                 |             |       |  |
|  |                  |                  |                  |             |   |             |                           |                           |                           |      |                 |             |       |  |
|  |                  |                  |                  |             |   |             |                           |                           |                           |      |                 |             |       |  |
|  |                  | 1A               | Rep. Dominicana  | 3           |   |             |                           |                           |                           |      |                 |             |       |  |
|  |                  |                  |                  | 3           |   |             |                           |                           |                           |      |                 |             |       |  |
|  |                  |                  | 2B               | Perú        | 0 |             |                           |                           |                           |      |                 |             |       |  |
|  | 2B               | Perú             | 2B               | Perú        | 0 | 3           |                           |                           |                           |      |                 |             |       |  |
|  | 2B               | Perú             |                  |             |   |             |                           |                           |                           |      |                 |             |       |  |
|  | 3A               | Chile            | 2                |             |   |             |                           |                           |                           |      |                 |             |       |  |
|  | 3A               | Chile            | 2                |             |   |             |                           |                           |                           | 1A   | Rep. Dominicana | 2           |       |  |
|  |                  |                  |                  |             |   |             |                           |                           |                           | 1A   | Rep. Dominicana | 2           |       |  |
|  |                  |                  | 1B               | Cuba        | 3 |             |                           |                           |                           |      |                 |             |       |  |
|  |                  |                  | 1B               | Cuba        | 3 |             |                           |                           |                           |      |                 |             |       |  |
|  |                  |                  |                  |             |   |             |                           |                           |                           |      |                 |             |       |  |
|  |                  |                  |                  |             |   |             |                           |                           |                           |      |                 |             |       |  |
|  |                  | 1B               | Cuba             | 3           |   |             | Partido 3.er y 4.º puesto | Partido 3.er y 4.º puesto | Partido 3.er y 4.º puesto |      |                 |             |       |  |
|  |                  |                  |                  | 3           |   |             | Partido 3.er y 4.º puesto | Partido 3.er y 4.º puesto | Partido 3.er y 4.º puesto |      |                 |             |       |  |
|  |                  |                  | 2A               | Puerto Rico | 0 |             |                           |                           |                           |      |                 |             |       |  |
|  | 2A               | Puerto Rico      | 2A               | Puerto Rico | 0 | 3           |                           |                           | 2B                        | Perú | 3               |             |       |  |
|  | 2A               | Puerto Rico      |                  |             |   |             |                           |                           | 2B                        | Perú | 3               |             |       |  |
|  | 3B               | Honduras         | 0                |             |   |             |                           |                           |                           |      | 2A              | Puerto Rico | 0     |  |
|  | 3B               | Honduras         | 0                |             |   |             |                           |                           |                           |      | 2A              | Puerto Rico | 0     |  |
|  |                  |                  |                  |             |   |             |                           |                           |                           |      |                 |             |       |  |

##### Cuartos de final
| Fecha      | Hora  | Equipo 1    | Res.  | Equipo 2 | Set 1 | Set 2 | Set 3 | Set 4 | Set 5 | Total     | Reporte |
| ---------- | ----- | ----------- | ----- | -------- | ----- | ----- | ----- | ----- | ----- | --------- | ------- |
| 16 de mayo | 17:00 | Puerto Rico | 3 – 0 | Honduras | 25-16 | 25-19 | 25-17 |       |       | 75 – 52   | P2 P3   |
| 16 de mayo | 19:00 | Perú        | 3 – 2 | Chile    | 17-25 | 22-25 | 29-27 | 25-18 | 15-11 | 108 – 106 | P2 P3   |

##### Semifinales
El orden de los partidos de las semifinales fueron intercambiados para permitirle al anfitrión Perú jugar en el último turno (19:00 hora local) de la quinta jornada.
| Fecha      | Hora  | Equipo 1             | Res.  | Equipo 2    | Set 1 | Set 2 | Set 3 | Set 4 | Set 5 | Total   | Reporte |
| ---------- | ----- | -------------------- | ----- | ----------- | ----- | ----- | ----- | ----- | ----- | ------- | ------- |
| 17 de mayo | 17:00 | Cuba                 | 3 – 0 | Puerto Rico | 25-16 | 25-19 | 25-13 |       |       | 75 – 48 | P2 P3   |
| 17 de mayo | 19:00 | República Dominicana | 3 – 0 | Perú        | 25-19 | 25-21 | 25-16 |       |       | 75 – 56 | P2 P3   |

##### Partido por el3.ery 4.º puesto
| Fecha      | Hora  | Equipo 1 | Res.  | Equipo 2    | Set 1 | Set 2 | Set 3 | Set 4 | Set 5 | Total   | Reporte |
| ---------- | ----- | -------- | ----- | ----------- | ----- | ----- | ----- | ----- | ----- | ------- | ------- |
| 18 de mayo | 14:00 | Perú     | 3 – 0 | Puerto Rico | 25-16 | 25-23 | 25-17 |       |       | 75 – 56 | P2 P3   |

##### Final
| Fecha      | Hora  | Equipo 1             | Res.  | Equipo 2 | Set 1 | Set 2 | Set 3 | Set 4 | Set 5 | Total    | Reporte |
| ---------- | ----- | -------------------- | ----- | -------- | ----- | ----- | ----- | ----- | ----- | -------- | ------- |
| 18 de mayo | 16:00 | República Dominicana | 2 – 3 | Cuba     | 21-25 | 23-25 | 25-14 | 25-15 | 10-15 | 104 – 94 | P2 P3   |

## Clasificación general
| Pos               | Equipo               |
| ----------------- | -------------------- |
| Medalla de oro    | Cuba                 |
| Medalla de plata  | República Dominicana |
| Medalla de bronce | Perú                 |
| 4                 | Puerto Rico          |
| 5                 | Chile                |
| 6                 | Honduras             |
| 7                 | Guatemala            |

| Cuba Campeón 1.º título |

## Distinciones individuales
Al culminar la competición la organización del torneo entregó los siguientes premios individuales:
| - Jugadora más valiosa (MVP) Ailama Cese - Mayor anotadora Ailama Cese - Mejor armadora Mariana Trujillo - Mejores atacantes Ailama Cese (primera) Madeline Guillén (segunda) - Mejores centrales Geraldine Gonzalez (primera) Mariela Jiménez (segunda) | - Mejor opuesta Camila Pérez - Mejor líbero Kiaralyz Pérez - Mejor recepción Ivy Vila - Mejor defensa Kiaralyz Pérez - Mejor servicio Ivy Vila |

## Clasificadas al Mundial 2019
| Bandera de Cuba |
| Cuba            |
| --------------- |